# Assedio di Lilibeo (368 a.C.)
L'assedio di Lilibeo (Marsala) del 368 a.C. fu condotto dal tiranno di Siracusa Dionisio il Vecchio.

## Storia
L'assedio va inquadrato nel suo più generale tentativo di scacciare i Cartaginesi dalla Sicilia. Lilibeo stessa era stata fondata dai Cartaginesi in fuga da Mozia, dopo che, nel 397 a.C., Dionisio aveva distrutto l'antica città fenicia.
La nuova roccaforte, posta sul Capo Lilibeo, era ben protetta dal mare grazie al solido terreno roccioso su cui posava e dalle ampie spiagge sabbiose, che la rendevano difficile da espugnare, anche grazie a una possente cinta muraria edificata intorno al 350 a.C..
Il tiranno siracusano apprestò un consistente esercito, composto da almeno 25 000 uomini e 130 triremi. Dopo aver conquistato le città filo-puniche di Segesta, Entella ed Erice, che si arresero al suo potente esercito per non subire il saccheggio delle campagne, decise di dirigersi in direzione di Lilibeo. Mentre le triremi erano dentro il porto di Drepana, i Cartaginesi le attaccarono, le imbarcazioni siracusane furono distrutte e l'assedio fu rotto.